# Les Grandes Batailles du passé

Les Grandes Batailles du passé est une série de 28 émissions télévisées historiques de Henri de Turenne et Daniel Costelle, qui a été initialement diffusée à la télévision française entre 1973 et 1978. Le sujet de ces émissions concerne des batailles militaires emblématiques qui se sont déroulées avant la Seconde Guerre mondiale. Ces émissions alternent des interventions d'historiens ou de spécialistes militaires, des extraits de films de fictions, des images des lieux concernés… tandis que les voix chaudes caractéristiques de Henri de Turenne et de Daniel Costelle entretiennent l'intérêt du téléspectateur avec leurs accents lyriques et leurs commentaires souvent théâtraux.
De 1966 à 1974, Henri de Turenne, Jean-Louis Guillaud et Daniel Costelle avaient réalisé et produit une série d'émissions télévisées intitulée Les Grandes Batailles consacrée aux batailles de la Seconde Guerre Mondiale.

## Liste des émissions
- Alesia 52 av. J.C., première diffusion le 26/12/1973
- Poitiers 733, première diffusion le 30/01/1974
- Hastings 1066, première diffusion le 27/02/1974
- Azincourt 1415, première diffusion le 27/03/1974
- Mexico 1521, première diffusion le 24/04/1974
- Québec 1759, première diffusion le 29/05/1974
- Cholet 1793, première diffusion le 06/11/1974
- Trafalgar 1805, première diffusion le 13/11/1974
- Gettysburg 1863, première diffusion le 04/12/1974
- Mafeking 1899, première diffusion le 11/12/1974
- Austerlitz 1805, première diffusion le 12/12/1974
- Tsushima 1905, première diffusion le 18/12/1974
- La Marne 1914, première diffusion le 18/02/1975
- Orléans 1429, première diffusion le 02/01/1976
- Paris 1871, la semaine sanglante, première diffusion le 06/02/1976
- Troie 1250 - 1240 av. J.C., première diffusion le 05/03/1976
- Yorktown 1781, première diffusion le 02/04/1976
- Les Dardanelles 1915, première diffusion le 07/05/1976
- Solférino 1859, première diffusion le 04/06/1976
- Panipat 1526, première diffusion le 06/08/1976
- Morat 1476, première diffusion le 08/10/1976
- Carthage 149 - 146 av. J.C., première diffusion le 07/01/1977
- Waterloo 1815, première diffusion le 04/02/1977
- Grünwald-Tannenberg 1410, première diffusion le 04/03/1977
- Le Siège de la Rochelle 1627, première diffusion le 01/04/1977
- Naseby 1645, première diffusion le 06/05/1977
- Lépante 1571, première diffusion le 27/05/1977
- Poltava 1709, première diffusion le 31/03/1978
- Verdun 1916, enregistrée en 1966, première diffusion